# Symphytum brachycalyx
Symphytum brachycalyx är en strävbladig växtart som beskrevs av Pierre Edmond Boissier. Symphytum brachycalyx ingår i släktet vallörter, och familjen strävbladiga växter. Inga underarter finns listade i Catalogue of Life.

## Bildgalleri

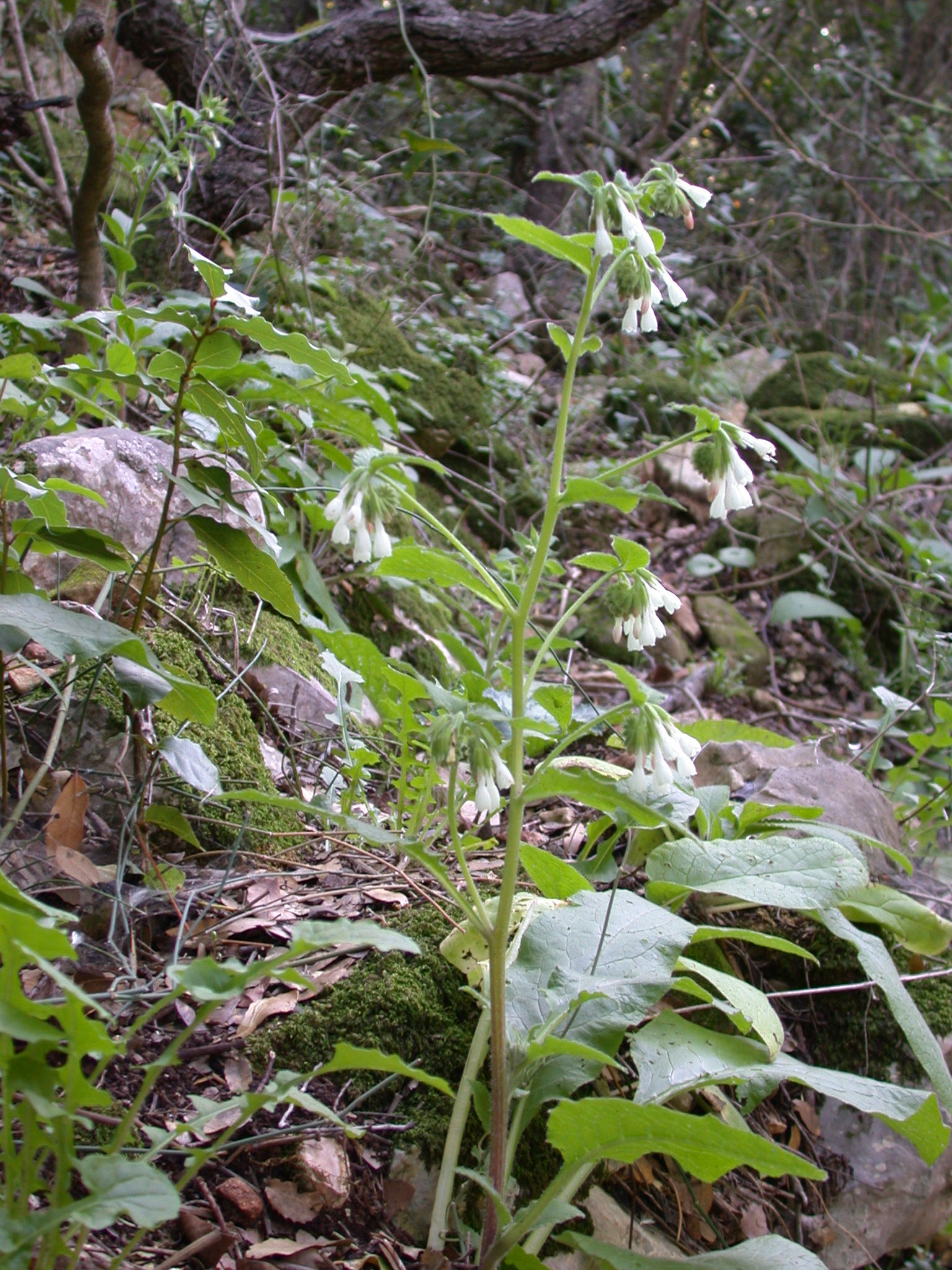
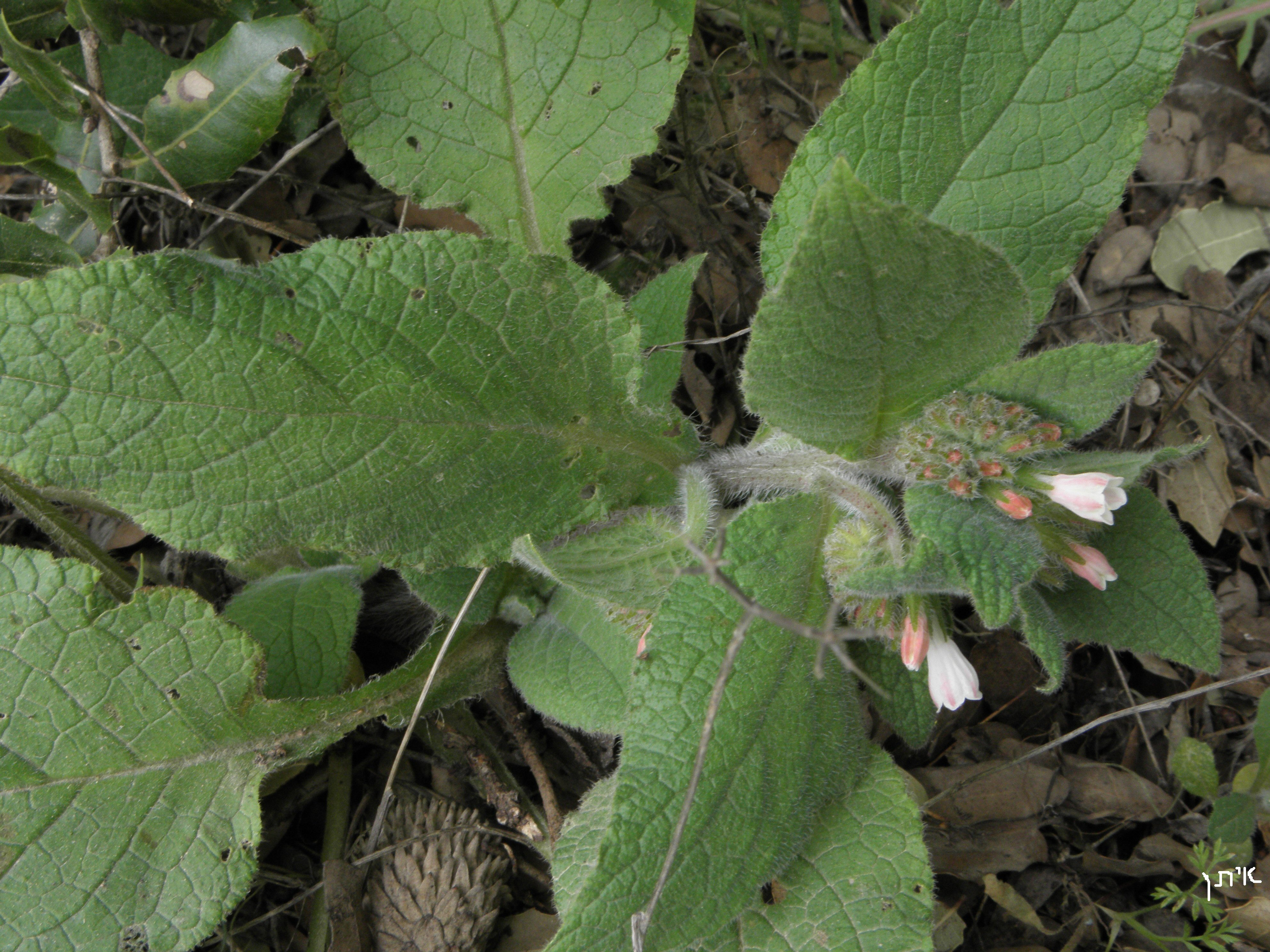